# 潜江市中心医院
30°25′07″N 112°53′36″E / 30.41874°N 112.89335°E
潜江市中心医院，原称潜江县人民医院，是中华人民共和国湖北省潜江市的一个公立医院。

## 沿革
1949年9月筹建潜江县人民医院，1950年1月1日在小南门一家民房开业。1951年1月，改为潜江县人民政府卫生院。1955年，院址迁至大南门关家花园，修建门诊部和病房。1958年底，改称潜江县第一人民医院（第二人民医院设在周矶，1961年撤销）。1961年9月，复名潜江县人民医院。1985年，建成面积为7400平方米的五层主体住院大楼。2008年，新建的潜江市中心医院住院大楼正式投入。2017年10月12日，潜江市中心医院揭牌升级为三级乙等医院。